# Rolbrug bij Huis te Riviere
De Rolbrug bij Huis te Riviere is een rolbrug over de Nederlandse waterloop Schiedamse Schie. Hij verbindt de Overschieseweg in de Rotterdamse deelgemeente Overschie met de Polderweg in Schiedam-Kethel. De doorvaartwijdte is 6,80 m, de doorvaarthoogte in gesloten stand is KP +0,50 m.
De brug is in 1882 gebouwd op initiatief van enkele boeren die het veerrecht over de Schiedamse Schie bezaten. In 1912 werd de brug overgenomen door de gemeente Kethel en Spaland. Tot 1940 werd op deze brug tol geheven. Het veerhuis bij de brug is in 1974 afgebroken. Ook de boerderij Huis te Riviere (die vernoemd was naar het Huis te Riviere in het centrum van Schiedam) is afgebroken bij het opspuiten van de 's-Gravelandsepolder.
In 2023 wordt de rolbrug vervangen door een nagenoeg identiek exemplaar.